# Necromunda
Necromunda är ett miniatyrspel som utspelar sig i Warhammer 40,000-universumet och ges ut av Games Workshop.
Spelet är i liten skala där spelarna tar kontroll över gäng som slåss för att vinna territorium på planeten Necromunda. Största delen av händelserna utspelar sig i Underhive som är ett slumområde på planeten, i princip bottenskiktet på en stor stad då städerna på Necromunda är gigantiska spiror som räcker ända upp utanför atmosfären.
Regelsystemet är direkt hämtat från andra versionen av Warhammer 40,000 men Necromunda har också ett kampanjsystem för händelser mellan konfrontationer och regler för erfarenhet och utveckling av gängmedlemmarna. 
Spelet gavs ut under 1990-talet fram till början av 2000-talet av underdivisionen Specialist Games . Reglerna kunde laddas ned utan kostnad i PDF-format från spelets officiella hemsida flera år efter att de slutade att ge ut material för spelet, enligt devisen "Living Rulebook".
2017 gav Games Workshop ut spelet igen med något förändrade regler men med samma bakgrund.